# Alteutha roeae
Alteutha roeae är en kräftdjursart som beskrevs av Gilbert Henry Hicks 1982. Alteutha roeae ingår i släktet Alteutha och familjen Peltidiidae. Inga underarter finns listade i Catalogue of Life.